# Get your kicks
Get Your Kicks är den tyska sångaren Fancys debutalbum, utgivet 1985 via skivbolaget Metronome.

## Låtlista
1. Chinese Eyes
2. Colder Than Ice
3. Get Your Kicks
4. L.A.D.Y. O
5. Get Lost Tonight
6. Slice Me Nice
7. Check It Out
8. Blood And Honey
9. In Shock